# Weteritz
Weteritz ist ein Ortsteil der Hansestadt Gardelegen im Altmarkkreis Salzwedel in Sachsen-Anhalt.

## Geographie
Das Dorf Weteritz liegt knapp vier Kilometer südwestlich des Gardelegener Stadtzentrums in der Altmark. Südlich des Ortes liegt das Waldgebiet Weteritzer Forst, nordwestlich die Weteritzer Heide. Der Weteritzbach fließt im Osten und Süden, der südliche Teil wurde früher Wallgraben genannt.

## Geschichte

### Mittelalter bis Neuzeit
Die erste urkundliche Erwähnung stammt aus dem Jahre 1362 als der twiger dörper tu Weteritz als Markgraf Ludwig der Römer zwei Bürger zu Gardelegen mit Gerichten zu Weteritz belieh. Im Jahre 1375 wird das Dorf im Landbuch der Mark Brandenburg als Wertiz und Wertitz genannt.(Im Register irrtümlich unter Wernitz aufgeführt). 1472 heißt es in dem dorpe to Weteritz, Teil der Vogtei Gardelegen, und 1804 Weteritz, adliges Gut mit einem Krüger und einer Schäferei nebst Kolonie von 13 Einliegern.

### Herkunft des Ortsnamens
Franz Mertens deutet den Namen als slawisch, ausgehend von 1472 weteriz als „veter-itz“ für „Wasserträger“ oder „wotr“ für „Wind, Winddorf“. Nimmt man die Endung „-ritz“ dann könnte man ableiten „reka“ für „das Fließende“ und „vouda“ für „Wasser, Wasserfluß“.

### Eingemeindungen
Ursprünglich gehörte das Dorf zum Salzwedelischen Kreis der Mark Brandenburg in der Altmark. Zwischen 1807 und 1810 lag es im Stadtkanton Gardelegen auf dem Territorium des napoleonischen Königreichs Westphalen. Ab 1816 gehörte die Gemeinde zum Kreis Gardelegen, dem späteren Landkreis Gardelegen.
Am 30. September 1928 wurde der Gutsbezirk Weteritz in eine Landgemeinde umgewandelt. Bis 1950 war Weteritz eine Gemeinde und verlor am 20. Juli 2005 durch Eingemeindung in die Stadt Gardelegen seine politische Selbständigkeit.

### Einwohnerentwicklung
| Jahr | Einwohner |
| ---- | --------- |
| 1774 | 180       |
| 1789 | 051       |
| 1798 | 083       |
| 1801 | 092       |
| 1818 | 082       |
| 1840 | 192       |

| Jahr | Einwohner |
| ---- | --------- |
| 1864 | 338       |
| 1871 | 243       |
| 1885 | 222       |
| 1892 | [00]225   |
| 1895 | 212       |
| 1900 | [00]202   |

| Jahr | Einwohner |
| ---- | --------- |
| 1905 | 198       |
| 1910 | [00]206   |
| 1925 | 139       |
| 1939 | 108       |
| 1946 | 168       |
| 2012 | [00]218   |

| Jahr | Einwohner |
| ---- | --------- |
| 2016 | 195       |
| 2021 | [00]179   |
| 2022 | [0]181    |

Quelle, wenn nicht angegeben, bis 1946:

## Religion
- 1522 wurde der aus Gardelegen stammende Theologe Bartholomaeus Rieseberg von der Weteritzer Familie von Alvensleben als erster evangelischer Pastor der Region angestellt. Erst 1539/1540 wurde er Pastor der Stadt Gardelegen.[16]
- Die evangelischen Christen in Weteritz bildeten ursprünglich eine eigene Kirchengemeinde und hatten eine Kirche im Dorf.[17] Die Kirche ist heute ein Wohnhaus.[1] Weteritz gehört heute zum Pfarrbereich Gardelegen[18] im Kirchenkreis Salzwedel im Propstsprengel Stendal-Magdeburg der Evangelischen Kirche in Mitteldeutschland.
- Die ältesten überlieferten Kirchenbücher für Weteritz stammen aus dem Jahre 1682.[19]
- Die katholischen Christen gehören zur Pfarrei St. Hildegard in Gardelegen im Dekanat Stendal im Bistum Magdeburg.[20]

## Kultur und Sehenswürdigkeiten

### Schloss und Park

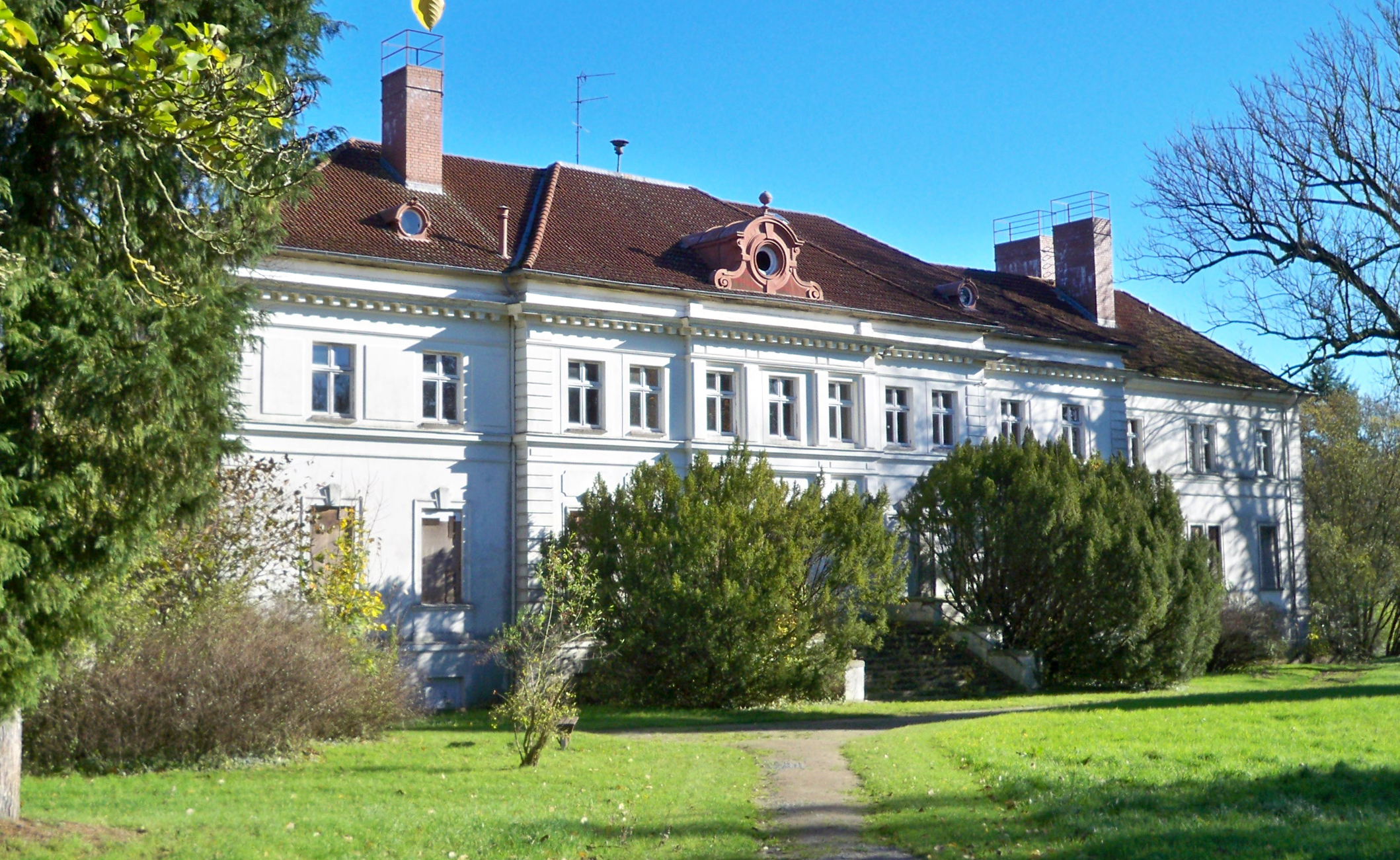
Weteritzer Schloss

- Sehenswert ist das für die Familie von Alvensleben 1831 erbaute Gutshaus mit dem 1830/31 gestalteten Weteritzer Park, dessen Gestaltung aus dem Umfeld von Peter Joseph Lenné stammt.[21]

- Das Rittergut Weteritz wurde 1857 an den herzoglich-anhaltischen Amtsrat Carl Heinrich Theodor Roth aus Dessau verkauft, dessen Familie den Besitz bis zur Enteignung 1945 bewirtschaftete.[2] Carl Heinrich Roth wurde für die „Urbarmachung der Feldmark“ mit dem Orden eines Ritters I. Klasse des herzoglich-anhaltischen Hausordens „Albrecht der Bär“ ausgezeichnet. Sein Sohn, Hubert Roth, war ein anerkannter Dendrologe und führte bis etwa 1920 die ansässige Ziegelei.[22]

- 1934 wurde Weteritz im Rahmen der Jahrestagung der Deutschen Dendrologischen Gesellschaft besucht und im Tagungsband lobend erwähnt. Noch heute sind von Roth importierte Gewächse wie Hemlocktannen aus Nordamerika im Park zu sehen.

- Im Jahre 2009 stellte die Familie Roth Ansprüche auf Teile des Inventars, das sich bis 1945 im Schloss und im Familienbesitz befunden hatte. Diese wurden im Rathaus von Gardelegen entdeckt und – im Gegensatz zum Immobilieneigentum – teilweise zurückgeführt.
- Zur Zeit der DDR war im Schloss ein Altenheim („Feierabendheim Wilhelm Pieck“) untergebracht.

- Nach der Wende wurde durch das Land die Sanierung des unter Denkmalschutz stehenden Schlosses bzw. Herrenhauses gefördert. Seit 1994 befindet sich das Areal im Privatbesitz, ohne dass bisher konkrete Umsetzungsmaßnahmen zur nachhaltigen Nutzung vorgenommen wurden. Im Jahr 2010 sollte das Schloss erneut den Besitzer wechseln. Der Verkauf kam jedoch nicht zustande, da sich der Investor als unseriös entpuppte und wegen versuchten Fördermittelbetruges in Millionenhöhe inhaftiert wurde. Das Schloss wird schon lange nicht mehr im Sinne des Denkmalschutzes instand gehalten, der Park verwildert.

- Anfang 2016 kauften zwei Unternehmer aus Dresden/Hamburg das verlassene Herrenhaus. Geplant waren Wohnungen, die ausdrücklich nicht im Luxussegment angesiedelt sind. Derzeit steht das Gutshaus wieder zum Verkauf.[23] Im Denkmalverzeichnis wird das Gebäude als Gutshof geführt.[24]

### Friedhof und Kirche

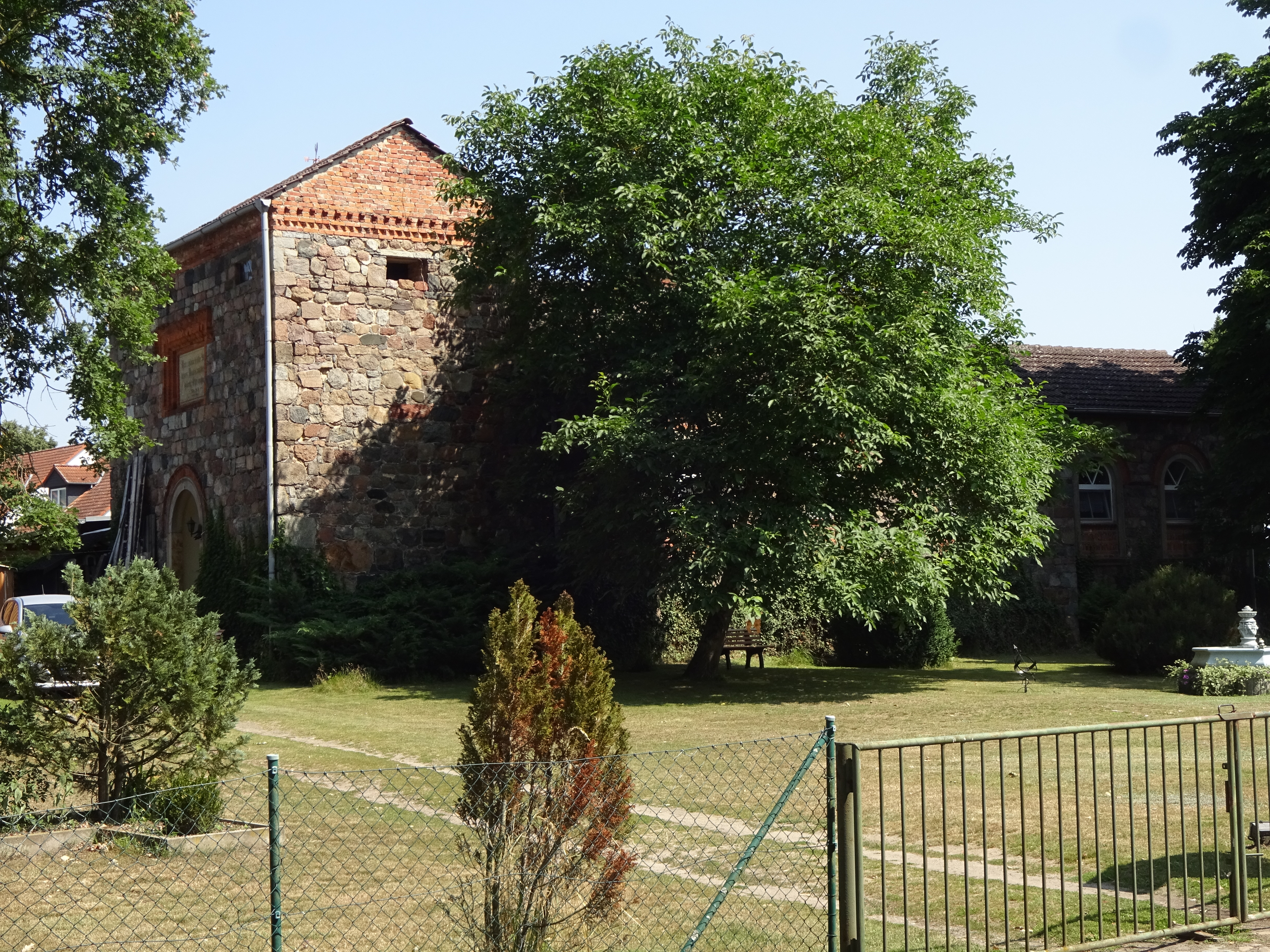
Ehemalige Kirche in Weteritz

- Auf dem Friedhof befindet sich als Grabmal für den im Ersten Weltkrieg gefallenen Regierungsrat Curt Roth auch eine Madonna. Deren Herkunft aus der Werkstatt von Ernst Barlach ist umstritten.[25]
- Die ehemalige evangelische Kirche, ein stark überformter romanisierender Bau des Klassizismus um 1840, ist heute ein Wohnhaus[1] und steht unter Denkmalschutz.

## Verkehr
Weteritz liegt südlich der Bundesstraße 188, das gleichnamige Gewerbegebiet nördlich. Im Ort beginnt die Landesstraße 25, die über Calvörde und Erxleben führt und bei Uhrsleben endet. Weteritz liegt unweit der Schnellfahrstrecke Hannover–Berlin.
Es verkehren Linienbusse und Rufbusse der Personenverkehrsgesellschaft Altmarkkreis Salzwedel.